# Gouvernement Ishiba II
État du Japon
102e cabinet
(Ishiba I) 
Le gouvernement Ishiba II (石破内閣, Ishiba naikaku) est le 103e gouvernement de l'État du Japon à partir de novembre 2024, durant la 50e législature de la Chambre des représentants.
Il est dirigé par Shigeru Ishiba, président du Parti libéral-démocrate (PLD).

## Historique
Bien qu'arrivé à nouveau en tête des élections législatives japonaises de 2024, le PLD subit un très fort recul et perd la majorité absolue des sièges, une défaite largement attribuée au scandale financier des caisse noires. Ce dernier s'est en effet cumulé à la chute durable de la popularité du parti, déjà entamée par la forte hausse de l'inflation ainsi que la révélation de ses liens avec la secte Moon lors de l'enquête sur l'assassinat de Shinzō Abe. Au soir du vote, Shigeru Ishiba reconnait que son parti à « reçu un jugement sévère »,. Son allié, le Kōmeitō, recule également, privant la coalition de sa majorité absolue. Il s'agit d'une lourde défaite pour Shigeru Ishiba, qui tablait sur ces élections anticipées pour légitimer son accession au pouvoir,. Plusieurs membres haut placés du PLD partisans de l'ancienne ministre Sanae Takaichi appellent ainsi l’exécutif du parti à prendre ses responsabilités et se retirer. Le directeur de la campagne du PLD, Shinjirō Koizumi, démissionne le 28 octobre tandis que le ministre de la Justice Hideki Makihara fait part de son intention de quitter ses fonctions,.
Pour la première fois depuis 2009, l'opposition se retrouve majoritaire. Celle-ci est cependant divisée entre plusieurs formations dont le Parti démocrate constitutionnel (PDC) et le Parti démocrate du peuple (PDP), arrivés respectivement deuxième et troisième du scrutin,,.
En position de faiseur de rois, le PDP fait l'objet d'appels du pieds de la part du Premier ministre, qui se montre disposé à négocier un protocole d'entente partiel avec celui-ci. Son dirigeant, Yuichiro Tamaki, déclare cependant exclure une alliance formelle avec le PLD et le Kōmeitō, tout en étant ouvert au vote de lois au cas par cas avec n'importe quelle formation politique,.
Malgré ce revers, Ishiba annonce sa volonté de ne pas démissionner, pour ne pas laisser le pays dans une situation de vide du pouvoir. S'il promet des réformes au sein du PLD, le Premier ministre affirme cependant ne pas avoir l'intention d'élargir sa coalition à d'autres partis, et de former ainsi un gouvernement minoritaire.
Shigeru Ishiba est effectivement réélu Premier ministre à la suite du vote de la nouvelle chambre le 11 novembre 2024. Il est élu au second tour, et à la majorité simple, une première depuis 30 ans. Il dirige cependant un gouvernement minoritaire, à dix-huit sièges de la majorité absolue dans la chambre basse. Il reste cependant susceptible d'être renversé par une motion de censure au cas où le Parti démocrate du peuple lui retire son soutien.

## Composition
La composition du gouvernement Ishiba lors de sa formation le 11 novembre 2024 est la suivante : 
| Fonction | Titulaire | Titulaire | Titulaire                      | Parti   |
| --- | --------- | --------- | ------------------------------ | ------- |
| Premier ministre |           |           | Shigeru Ishiba                 | PLD     |
| Ministre des Affaires intérieures et des Communications |           |           | Seiichirō Murakami (ja)        | PLD     |
| Ministre de la Justice |           |           | Keisuke Suzuki                 | PLD     |
| Ministre des Affaires étrangères |           |           | Takeshi Iwaya                  | PLD     |
| Ministre des Finances Ministre auprès du Premier ministre, chargé des Services financiers Ministre chargé de la Lutte contre la déflation |           |           | Katsunobu Katō                 | PLD     |
| Ministre de l'Éducation, de la Culture, des Sports, des Sciences et des Technologies |           |           | Toshiko Abe                    | PLD     |
| Ministre de la Santé, du Travail et des Affaires sociales |           |           | Takamaro Fukuoka (ja)          | PLD     |
| Ministre de l'Agriculture, des Forêts et de la Pêche |           |           | Taku Etō (jusqu'au 21/05/2025) | PLD     |
| Ministre de l'Agriculture, des Forêts et de la Pêche |           |           | Shinjirō Koizumi               | PLD     |
| Ministre de l'Économie, du Commerce et de l'Industrie Ministre auprès du Premier ministre, chargé de l'Indemnisation des dommages nucléaires et du soutien au démantèlement nucléaire Ministre chargé de la Réponse à l'impact économique de l'accident nucléaire Ministre chargé de la Transformation verte Ministre chargé de la Compétitivité industrielle |           |           | Yōji Mutō (ja)                 | PLD     |
| Ministre du Territoire, des Infrastructures, des Transports et du Tourisme Ministre chargé de la Politique du cycle hydrologique Ministre chargé de l'Exposition horticole internationale |           |           | Hiromasa Nakano                | Kōmeitō |
| Ministre de l'Environnement Ministre auprès du Premier ministre, chargé de la Prévention des risques nucléaires |           |           | Keiichirō Asao (ja)            | PLD     |
| Ministre de la Défense |           |           | Gen Nakatani                   | PLD     |
| Secrétaire général du Cabinet Ministre chargé de l'Allègement du dispositif militaire à Okinawa Ministre chargé de la Question des Japonais enlevés par la Corée du Nord |           |           | Yoshimasa Hayashi              | PLD     |
| Ministre de la Transformation numérique Ministre auprès du Premier ministre, chargé de la Réforme réglementaire Ministre chargé de la Réforme administrative Ministre chargé de la Fonction publique Ministre chargé de la Cybersécurité |           |           | Masaaki Taira (ja)             | PLD     |
| Ministre de la Reconstruction Ministre chargé de la Coordination générale des mesures de réhabilitation consécutives à l’accident nucléaire de Fukushima |           |           | Tadahiko Itō (ja)              | PLD     |
| Président de la Commission nationale de sécurité publique Ministre auprès du Premier ministre, chargé de la Prévention des catastrophes Ministre auprès du Premier ministre, chargé de la Politique océanique Ministre chargé de la Consolidation des infrastructures nationales Ministre chargé des Questions territoriales |           |           | Manabu Sakai (ja)              | PLD     |
| Ministre auprès du Premier ministre, chargée des Politiques de l'enfance Ministre auprès du Premier ministre, chargée des Mesures contre la dénatalité Ministre auprès du Premier ministre, chargée de l'Émancipation des jeunes Ministre auprès du Premier ministre, chargée de l'Égalité des sexes Ministre auprès du Premier ministre, chargée de la Vie collective et de l'entraide Ministre chargée de l'Émancipation des femmes Ministre chargée de la Cohésion sociale |           |           | Junko Mihara                   | PLD     |
| Ministre auprès du Premier ministre, chargé de la Politique économique et fiscale Ministre chargé de la Revitalisation économique Ministre chargé du Nouveau capitalisme Ministre chargé de l'Augmentation des salaires Ministre chargé des Startups Ministre chargé de la Réforme de la Sécurité sociale pour toutes les générations Ministre chargé de la Gestion des crises sanitaires Ministre chargé de la création de l'Agence de prévention des catastrophes           |           |           | Ryōsei Akazawa (ja)            | PLD     |
| Ministre auprès du Premier ministre, chargé de la Sécurité économique Ministre auprès du Premier ministre, chargé de la Stratégie « Cool Japan » Ministre auprès du Premier ministre, chargé de la Stratégie pour la propriété intellectuelle Ministre auprès du Premier ministre, chargé de la Politique scientifique et technologique Ministre auprès du Premier ministre, chargé de la Politique spatiale Ministre chargé de la Sécurité économique                        |           |           | Minoru Kiuchi (ja)             | PLD     |
| Ministre auprès du Premier ministre, chargé d'Okinawa et des Territoires du Nord Ministre auprès du Premier ministre, chargé de la Protection des consommateurs et de la Sécurité alimentaire Ministre auprès du Premier ministre, chargé de la Revitalisation des régions Ministre auprès du Premier ministre, chargé des Affaires aïnoues Ministre chargé de la Construction d'une nouvelle économie régionale Ministre chargé de l'Exposition universelle                  |           |           | Yoshitaka Itō (ja)             | PLD     |